# Shuhei Kawasaki
Shuhei Kawasaki (川﨑 修平 Kawasaki Shuhei?), född 28 april 2001 i Osaka prefektur, är en japansk fotbollsspelare.
Kawasaki började sin karriär 2019 i Gamba Osaka.